# Bán và thuê lại
Bán và thuê lại là một hình thức giao dịch bất động sản liên quan đến việc bán nhà của người đang cư trú nhanh chóng cho chủ sở hữu hoặc công ty bất động sản và thuê lại nó từ chủ sở hữu mới.

## Bán và thuê lại tại Vương quốc Anh
Tại Vương quốc Anh, nơi cư trú được bán và cho thuê lại cho chủ sở hữu trước là khá phổ biến nhưng không phải lúc nào cũng vậy, theo Bảo hiểm thuê ngắn hạn. Giá mua thường thấp hơn giá thị trường.
Vào tháng 11 năm 2014, các thẩm phán trong một vụ kiện trước khi tòa án tối cao thống nhất rằng những người cho vay thế chấp đã có quyền tái chiếm nhà trong trường hợp các công ty 'bán và thuê lại' đã mặc định về các khoản thế chấp được sử dụng để mua tài sản từ chủ sở hữu ban đầu của họ. Những lời hứa của những người thuê nhà trọn đời đã được cung cấp bởi các công ty bán và thuê lại là vô giá trị, có hàng trăm người thuê nhà rơi vào tình huống như vậy - nhiều người trong số họ già nua hoặc dễ bị tổn thương phải đối mặt với phán quyết theo luật. Luật quy định rằng các quyền của người cho vay thế chấp được ưu tiên hơn những người thuê nhà, một trong các thẩm phán, Lord Collins, đồng ý rằng đó là "một kết quả khắc nghiệt"; các thẩm phán lưu ý rằng các chủ sở hữu cũ "có thể đã... là nạn nhân của một gian lận lừa họ ra khỏi nhà của họ" - tội phạm hình sự đang chờ giải quyết trong một số trường hợp.

## Bất lợi của loại hình này
The downsides là thuê lại tenancy trong một số trường hợp the tenant is only provided with a limited tenure tenancy, trong một số trường hợp chỉ từ 6 đến 12 tháng   trong khi chủ sở hữu được cấp quyền sở hữu chỉ sau hai tháng thông báo. Thêm vào đó, tái cấu trúc tài chính từng phần sẽ có thể chịu sự kiểm soát của chủ mới, which adds to
the uncertainty of tenure.
Trong những năm gần đây, thị trường cho lựa chọn này has swelled nhưng sự cởi mở và tính lâu bền của các công ty hoạt động trong lĩnh vực này có thể là dấu hỏi lớn. 
In addition to short tenancy, phí thuê trong tương lai là chưa biết được.
Such companies advertise in the same media as sub-prime lenders, supplementing this with 
door to door leaflet drops.
Hình thức này hiện nay được kiểm soát bởi FSA Vương quốc Anh. Interim Luật được đưa ra vào ngày 1/7/2009. Full Regulation will be introduced on ngày 1 tháng 7 năm 2010.